# Йоан XIV Калека
Йоан XIV Калека (на гръцки: Ιωάννης ΙΔ΄ Καλέκας, Йоанис Калекас) е православен духовник от XIV век, вселенски патриарх в Константинопол от 1334 до 1347 година. Поддръжник на варлаамитството, Йоан Калека е активен участник в догматическите спорове между Варлаам Калабрийски и Григорий Палама. През юни 1341 година заедно с Алексий Апокавк оглавява фракцията на регентството в Гражданската война срещу Йоан Кантакузин.

## Биография
Роден е в 1282 година в Апрос, Тракия. От 1322 до 1334 година е митрополит на Солунската епархия.